# Teatro Oficina
O Teatro Oficina Uzyna Uzona é a sede da companhia de teatro homônima de São Paulo, Brasil, foi liderada por José Celso Martinez Corrêa, o "Zé Celso", e que é a maior e uma das mais longevas companhias de teatro em atividade permanente do Brasil. Fundada em 1958 como a Companhia Teatro Oficina, que veio a formar a atual Associação Teatro Oficina Uzyna Uzona, foi criada por Zé Celso Martinez Corrêa e outros estudantes da Faculdade de Direito da Universidade de São Paulo, como Amir Haddad e Carlos Queiroz Telles.
Desde sua profissionalização, em 1961, tem sua sede no bairro do Bixiga, São Paulo. O prédio atual era a sede do antigo Teatro Novos Comediantes, de uma companhia teatral mesmo nome. Na década de 1960, o prédio foi adquirido pela companhia. No mesmo ano, no entanto, o teatro foi destruído por um incêndio e, posteriormente, remontagens de peças teatrais foram realizadas para levantar de fundos e reconstruir o prédio.
Dezenas de obras de grande importância na dramaturgia ocidental e do Brasil foram encenadas pelo Teatro Oficina por centenas de artistas que trabalharam na história da companhia.
O famoso projeto arquitetônico, projetado em 1992 e inaugurado em 1994, tem a assinatura de Lina Bo Bardi e Edson Elito. Atualmente, o Teatro Oficina tem uma disputa com o Grupo Silvio Santos, que pretende construir torres residenciais no terreno contíguo ao teatro, o que comprometeria irreversivelmente o projeto de Bo Bardi e Elito. Em 2015, o Teatro Oficina foi eleito pelo jornal The Guardian como o melhor teatro do mundo na categoria projeto arquitetônico.

## Histórico

### Fase amadora (1958-1961)
A Companhia Teatro Oficina nasce em 1958, no encontro de artistas no Centro Acadêmico 11 de Agosto da Faculdade de Direito do Largo de São Francisco, em São Paulo; entre eles José Celso Martinez Corrêa, Renato Borghi, Etty Fraser, Fauzi Arap, Ronaldo Daniel e Amir Haddad.
Em 1961, a companhia decide pela sua profissionalização e adquire o espaço que desde então é a sede do grupo, um edifício antigo onde funcionava um teatro espírita, o Teatro Novos Comediantes, na Rua Jaceguai. Ao chegarem na locação, constatam que o antigo proprietário tinha removido todo o mobiliário e já que não havia mais a estrutura de um teatro no local. Nesta circunstância surge a primeira contribuição conjunta de arquitetura com a Companhia, sob o projeto arquitetônico de Joaquim Guedes: um palco no meio, duas arquibancadas se defrontando.

### Profissionalização e incêndio (1961-1973)

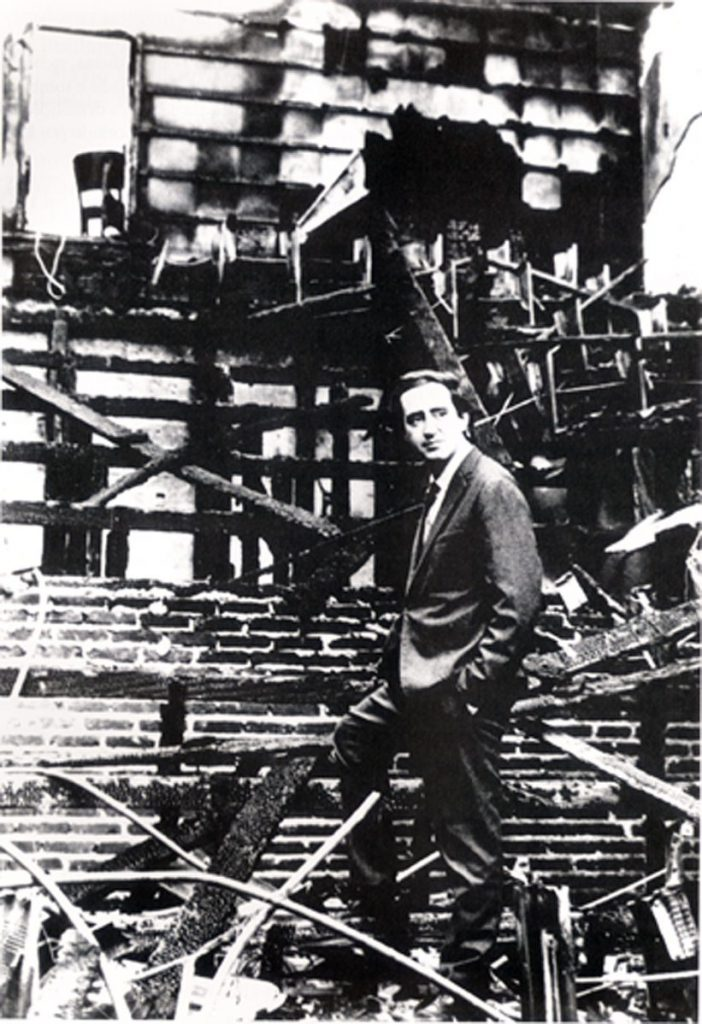
Zé Celso em meio aos escombros do Teatro Novos Comediantes em 1966.

São criadas a companhia profissional e a sala de espetáculos, com a encenação de "A Vida Impressa em Dólar", de Clifford Oddets. Foi feita uma reforma a partir de um projeto do arquiteto Joaquim Guedes, que criou o teatro como um "sanduiche", com duas plateias frente a frente e separadas pelo palco central, que assim permaneceu durante essa primeira fase da companhia.
Em 1962, são levados à cena Um Bonde Chamado Desejo, de Tennessee Williams, e "Quatro Num Quarto", de Valentin Kataev. A peça Pequenos Burgueses, de Máximo Gorki, estreia em 1963. O grupo monta "Andorra", de Max Frisch, em 1964, ano do golpe militar no Brasil, e "Os Inimigos", de Máximo Gorki, em 1966. No ano de 1966, o teatro que até então possuía formato de arena, com duas plateias opostas, teve seu espaço cênico transformado por nova reforma, após um incêndio que o destruiu completamente.
Em 1967, a apresentação de "O Rei da Vela", de Oswald de Andrade, traz notoriedade ao teatro, lançando o tropicalismo. Na Europa, o espetáculo torna o grupo internacionalmente conhecido. As montagens de "Galileu Galilei", 1968, e "Na Selva das Cidades", 1969, ambas de Bertolt Brecht, são o ápice do Oficina.
Em 1971, com o lançamento do filme Prata Palomares, uma crise interna surge e a companhia se desfaz, ressurgindo posteriormente com outra equipe, mas ainda sob a liderança de José Celso e Renato Borghi, que patrocinam a vinda do grupo experimental estadunidense The Living Theatre. Com a apresentação da obra de criação coletiva "Gracias, Señor", surge o Oficina Usyna Uzona. A encenação seguinte é uma recriação autobiográfica de "As Três Irmãs", de Anton Tchekhov, 1972.

### Exílio de Zé Celso e ressurgimento

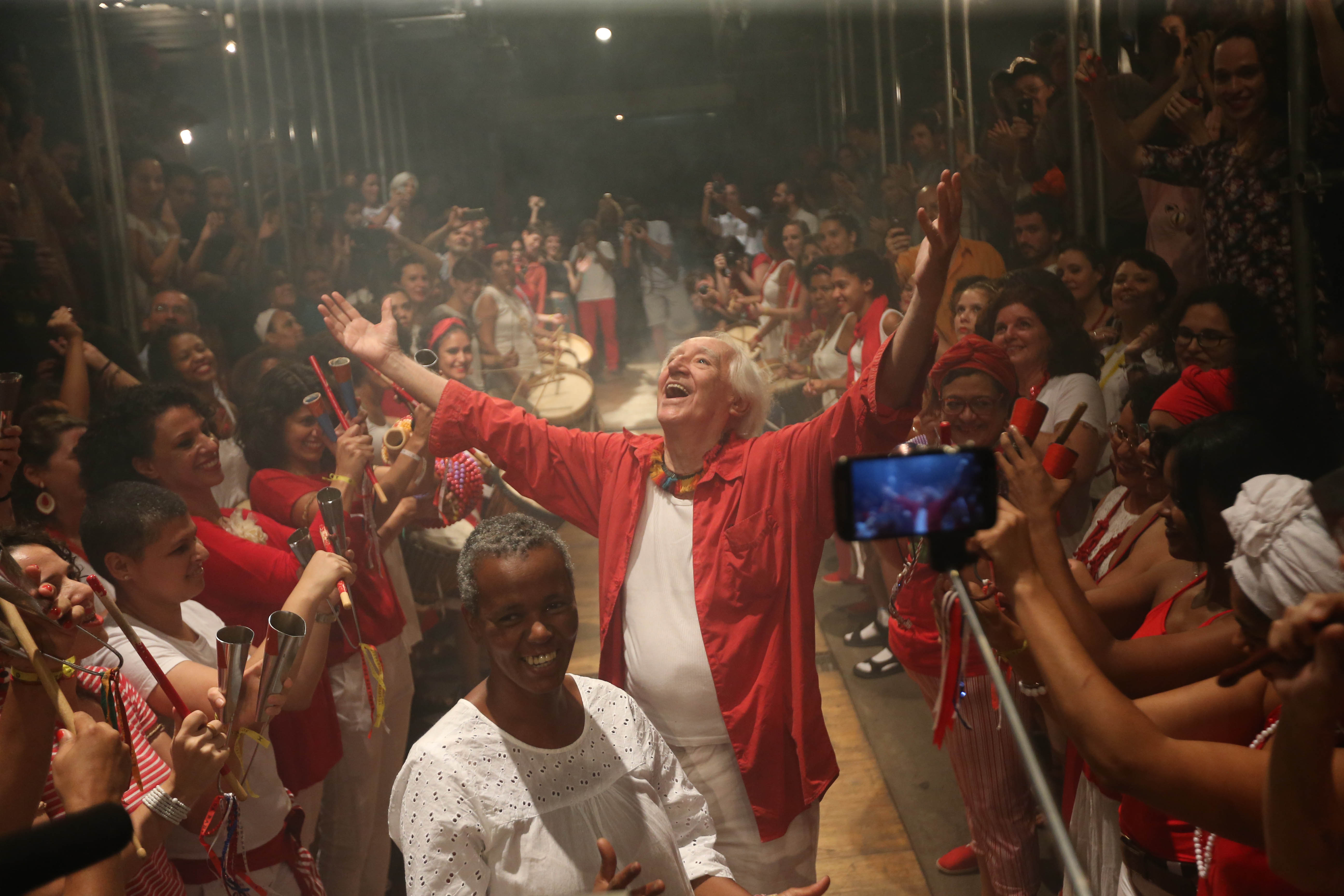
José Celso Martinez Correa e parte da companhia.

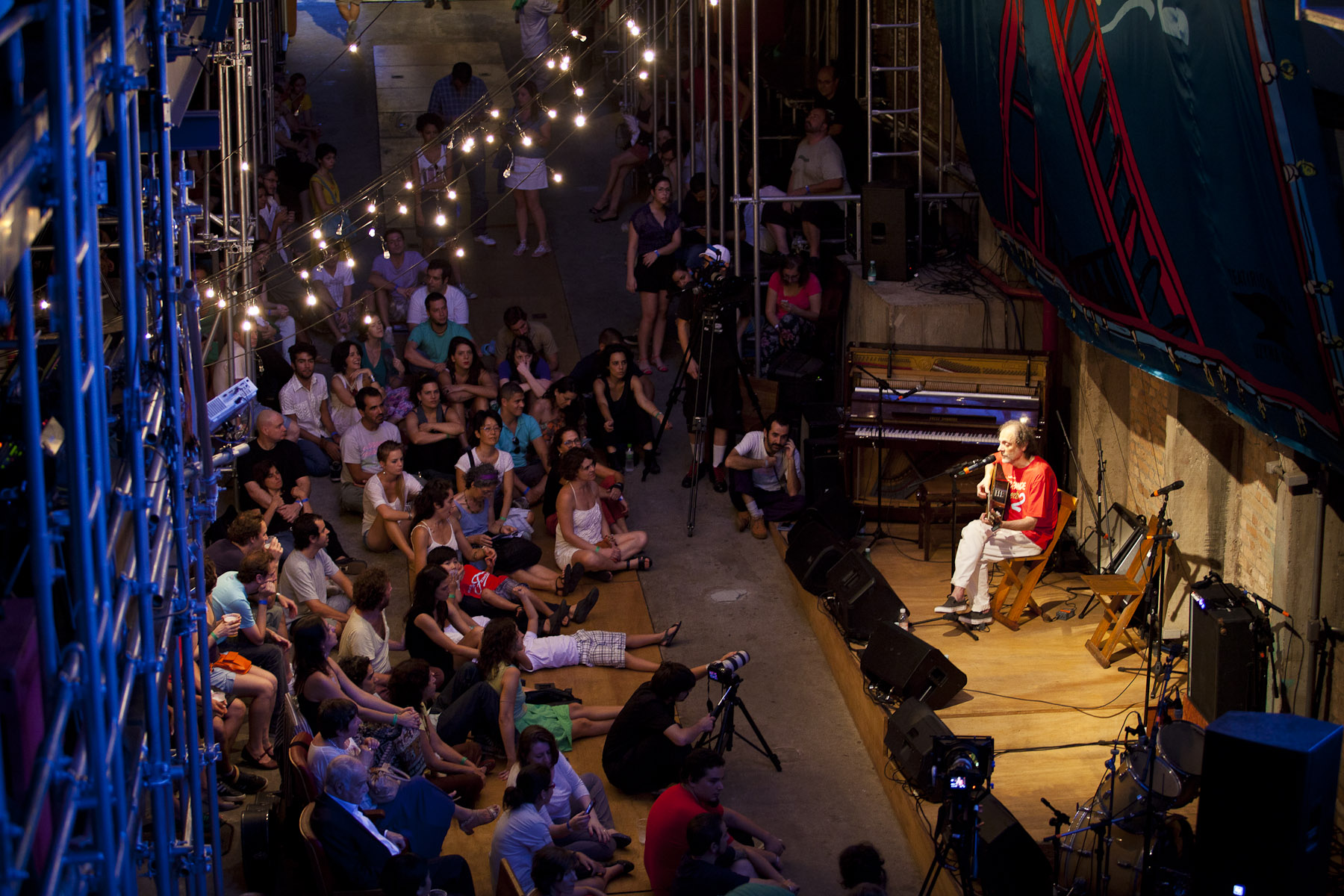
Eduardo Gudin se apresenta no evento 'El Grande Conserto' no Teatro Oficina, março de 2013

Em 1974, José Celso é detido e exilado pela ditadura militar brasileira. Ele vai morar em Portugal e retorna ao Brasil em 1979. Em 1983, o prédio foi tombado pelo Conselho de Defesa do Patrimônio Histórico (Condephaat), por sua importância histórica ao teatro brasileiro. Em 1984, o local passa a ser oficialmente chamado de Teatro Oficina Uzyna Uzona.
O prédio passa por um novo processo de reforma com base em um projeto criado pela arquiteta ítalo-brasileira Lina Bo Bardi, em parceria com o arquiteto Edson Elito. Com a ideia central de aproximar a rua do espaço cênico, o teatro desenvolve-se através de uma faixa de pranchas de madeira com cerca de 1,5 metro de largura e 50 metros de comprimento entre o acesso frontal e dos fundos. A obra é concluída em 1994. Em 2015, o jornal britânico The Guardian considerou o projeto arquitetônico do teatro como o "melhor do mundo" em sua categoria.
A companhia volta chamar a atenção pública com a montagem "Ham-let", de Shakespeare, em 1993, que reinaugura o novo edifício do teatro. Em 1996, a adaptação de "As Bacantes", de Eurípides, e, 1998, a encenação da peça "Cacilda!", do próprio José Celso, também têm boa repercussão. Entre 2002 e 2006, Zé Celso realiza a montagem da obra "Os Sertões", de Euclides da Cunha.

### Conflito com o Grupo Silvio Santos
O espaço onde está instalado o Teatro Oficina desencadeou uma disputa imobiliária entre José Celso e o empresário Silvio Santos. O teatro foi tombado em 1981 pelo Conselho de Defesa do Patrimônio Histórico, Arqueológico, Artístico e Turístico (Condephaat) por ser uma referência artística e cultural. Ainda na década de 1980, o Grupo Silvio Santos adquiriu terrenos vizinhos ao teatro, com o objetivo de construir um prédio para o conglomerado de empresas no bairro.
Durante décadas, José Celso e Silvio Santos se reuniram diversas vezes para tentar resolver o impasse do terreno. Em 4 de dezembro de 2018, o Ministério Público Federal (MPF) em São Paulo realizou uma reunião para resolver um impasse entre José Celso e o Grupo Silvio Santos, que pretende construir prédios de até 100 metros de altura região, no Centro de São Paulo, o que prejudicaria a construção do teatro, que é tombado desde 2010 pelo patrimônio histórico nas esferas federal, estadual e municipal. Após a reunião, em que não houve consenso entre as partes, o MPF decidiu que ingressará com uma ação na Justiça buscando a preservação do patrimônio cultural. Para os representantes do diretor do teatro, o empreendimento não respeitaria a preservação do patrimônio tombado, tanto do edifício, quanto do bem imaterial a ser preservado.
Em maio de 2018, o Instituto do Patrimônio Histórico e Artístico Nacional (Iphan), deu parecer favorável para a construção dos prédios residenciais. Segundo o Iphan, o processo atende às normas relativas ao processo de tombamento e o parecer favorável refere-se "estritamente ao que se refere às delimitações de suas áreas de entorno e de tombamento". No caso do Teatro Oficina, que possui uma fachada com janela de vidro, a área que o Iphan impede a construção é definida por um cone visual com abertura de 45º a partir de cada lado da janela. Nesta área, nenhuma obra pode ser construída em uma faixa de 20 metros a partir da lateral oeste do teatro.
A discussão por autorização para realizar construções ao redor do teatro oficina se arrasta há anos e Silvio Santos também realizou pedidos ao Conselho Municipal de Preservação do Patrimônio Histórico, Cultural e Ambiental da Cidade de São Paulo (Conpresp) e no Condephaat, que avaliam a questão. Em dezembro de 2019, o Conpresp aprovou o projeto das torres de Silvio Santos ao lado do Teatro Oficina.
Em fevereiro de 2020, o projeto de lei 805/2017, que determinava a implementação do "Parque Bixiga" no local onde as torres residenciais seriam erguidas, foi aprovado por unanimidade em segunda votação na Câmara Municipal de São Paulo. Em março do mesmo ano, no entanto, o então prefeito em exercício da cidade, Eduardo Tuma, vetou o projeto ao citar questões legais e financeiras.
Em 19 de dezembro de 2023, o Ministério Público e a Prefeitura de São Paulo anunciaram que vão destinar 51 milhões de reais para a implantação do Parque do Rio Bixiga, ao lado do Teatro Oficina.